# اووالنی
اووالنی (به لاتین: Uvalny) یک منطقهٔ مسکونی در روسیه است که در استان آمور واقع شده‌است.